# Julian Prochnow
Julian Prochnow (* 1. Juli 1986 in Berlin) ist ein ehemaliger deutscher Fußballspieler.

## Karriere
Der aus dem Berliner Südwesten stammende Julian Prochnow trat als Kind Wacker Lankwitz bei und ging dann zur Hertha Zehlendorf und spielte schließlich für Tennis Borussia Berlin. Mit der U 19 von TeBe stand er im A-Jugend-Pokalfinale und schoss ein Tor.
Kurz danach verließ er die Berliner und wechselte zum SV Babelsberg 03. In seinen ersten beiden Jahren kam er dort zu gelegentlichen Einsätzen in der Oberligamannschaft. Erst nach dem Aufstieg des Teams in die Regionalliga begann er, sich in der ersten Mannschaft der Potsdamer zu etablieren und rückte in der Rückrunde der Saison 2007/08 bald in die Anfangsaufstellung auf. In den kommenden beiden Jahren war er Stammspieler im defensiven Mittelfeld und konnte 2010 den zweiten Aufstieg mit dem Verein feiern.
In seiner ersten Saison im Profibereich musste er im Kampf um einen Stammplatz erst einmal hinter Neuzugang Tom Schütz zurückstehen. In seiner ersten Partie von Beginn an am achten Spieltag sah er auch noch seine erste rote Karte im Babelsberger Trikot. Erst in der Rückrunde festigte er seinen Platz im Team wieder und kam so trotzdem wieder auf 27 Einsätze. Nach der Saison zögerte er allerdings, seinen Vertrag zu verlängern und unterschrieb schließlich für ein weiteres Jahr. 2015 verließ er Babelsberg.

## Erfolge
- Aufstieg in die Regionalliga Nord 2007 mit dem SV Babelsberg
- Aufstieg in die 3. Liga 2010 mit dem SV Babelsberg